# Milpitas (BART)
Milpitas is een station in de Amerikaanse stad Milpitas (Californië). Het station wordt bediend door de oranje lijn van VTA, de sneltram in Silicon Valley, en sinds 13 juni 2020 ook door het BART-net.